# Halloween (2018)
Halloween is een Amerikaanse horrorfilm uit 2018 onder regie van David Gordon Green. De film is een vervolg op de oorspronkelijke Halloween uit 1978 en houdt geen rekening met de gebeurtenissen uit de overige films uit de Halloween-franchise. De hoofdrollen worden vertolkt door Jamie Lee Curtis, Judy Greer en James Jude Courtney.

## Verhaal
Laurie Strode denkt nog dagelijks aan Michael Myers, de angstaanjagende moordenaar die haar in 1978 op Halloween bijna om het leven bracht. Myers werd destijds neergeschoten door zijn eigen psychiater, Dr. Sam Loomis, en nadien gearresteerd. 
Hoewel hij zich ondertussen al 40 jaar in de gevangenis bevindt, bereidt Laurie zich al jaren voor op een mogelijke terugkeer van de gemaskerde moordenaar. Door haar paranoïde en obsessief gedrag is Laurie vervreemd geraakt van haar dochter Karen en kleindochter Alysson. Wanneer de dag voor Halloween een gevangenistransport verkeerd afloopt, komt Michael weer op vrije voeten en wordt Lauries grootste nachtmerrie werkelijkheid.

## Rolverdeling
| Acteur              | Personage                         |
| ------------------- | --------------------------------- |
| Jamie Lee Curtis    | Laurie Strode                     |
| Judy Greer          | Karen Nelson-Strode               |
| James Jude Courtney | Michael Myers/"The Shape"         |
| Nick Castle         | Michael Myers/"The Shape"         |
| Andi Matichak       | Allyson Nelson                    |
| Will Patton         | Hulpsheriff Frank Hawkins         |
| Virginia Gardner    | Vicky                             |
| Miles Robbins       | Dave                              |
| Dylan Arnold        | Cameron Elam                      |
| Drew Scheid         | Oscar                             |
| Haluk Bilginer      | Dr. Ranbir Sartain                |
| Rhian Rees          | Dana Haines                       |
| Jefferson Hall      | Aaron Korey                       |
| Omar Dorsey         | Sheriff Barker                    |
| Rob Niter           | Hulpsheriff Walker                |
| Toby Huss           | Ray Nelson                        |
| Jibrail Nantambu    | Julian Morrisey                   |
| Vince Mattis        | Lumpy                             |
| Sophia Miller       | Jonge Karen                       |
| P.J. Soles          | Mrs. Van Der Klok (stemrol cameo) |

## Productie

### Ontwikkeling
Door het succes van John Carpenters Halloween (1978) werden er tussen 1981 en 2002 zeven sequels van de horrorfilm gemaakt. In 2007 blies Rob Zombie de franchise nieuw leven in door een remake van de originele film te regisseren. Twee jaar later regisseerde Zombie ook de sequel Halloween II, een remake van de allereerste sequel uit 1981.
Nadien werkten Patrick Lussier en Todd Farmer voor producent Bob Weinstein en diens productielabel Dimension Films aan een script voor Halloween 3D, een vervolg op de Halloween-films van Zombie. Omdat Weinstein niet overhaast te werk wilde gaan, werd de productie in 2009 uitgesteld. Twee jaar later werd aangekondigd dat Halloween 3D in 2012 zou uitgebracht worden. In maart 2012 werd de releasedatum opnieuw uitgesteld, waarna het stil werd rond het filmproject.
In februari 2015 werden Patrick Melton en Marcus Dunstan ingeschakeld om een nieuwe Halloween-film te schrijven en werden Malek Akkad en Matt Stein aangekondigd als producenten. Het project werd niet beschouwd als een reboot, maar als een "recalibration" (letterlijk: herkalibratie) van de franchise. In juni 2015 raakte bekend dat de film, getiteld Halloween Returns, door Dunstan zou geregisseerd worden in dienst van Dimension Films. Halloween Returns werd als een op zich staand project aangekondigd en was geen vervolg op de films van Zombie. Met de film was men wel van plan om gedeeltelijk verder te bouwen op enkele verhaallijnen en personages uit  Halloween (1978) en Halloween II (1981). In oktober 2015 werd Halloween Returns uitgesteld. Omdat de productie in december 2015 nog steeds niet van start was gegaan, verloor Dimension Films de rechten op de Halloween-franchise.
In mei 2016 besloten Blumhouse Productions, het productiebedrijf van producent Jason Blum, en Miramax samen een nieuwe Halloween-film te financieren. John Carpenter werd als uitvoerend producent bij de productie betrokken. Zowel Mike Flanagan als Adam Wingard werd aanvankelijk als regisseur overwogen. In februari 2017 raakte bekend dat het filmproject door David Gordon Green en Danny McBride zou geschreven worden en dat Green het ook zou regisseren.

### Scenario
Green en McBride besloten om niet in de voetsporen van Zombie te treden en een volledig nieuwe reboot van de franchise te maken, maar kozen ervoor om verder te gaan waar de originele Halloween uit 1978 geëindigd was, zonder rekening te houden met de gebeurtenissen en continuïteit van de sequels. "Het is leuker om te denken dat je aan Halloween 2 werkt dan aan Halloween 11," liet McBride in 2018 optekenen. Desondanks maakt de film wel verwijzingen naar de overige films uit de franchise. Zo werd de verhaallijn uit Halloween II (1981), waaruit bleek dat Strode de zus van moordenaar Michael Myers was, ontkracht. In het scenario van Green en McBride komt de familiale link tussen beide hoofdpersonages ook aan bod, maar wordt die weggewuifd als een verzinsel.
Zowel Carpenter als McBride omschreef de nieuwe invalshoek als een alternatieve werkelijkheid. Hoewel Green en McBride in het verleden hadden samengewerkt aan verschillende komedies voegden ze amper humor toe aan het scenario. McBride zei: "Ik denk dat er één grap in het script stond, de rest is regelrechte horror". De scenaristen wilden Michael Myers niet langer voorstellen als een onsterfelijk, bovennatuurlijk wezen en probeerden hem daarom, in navolging van de originele Halloween, menselijker te maken. McBride verklaarde: "Ik wil schrik hebben van iets dat ik echt mogelijk acht. Ik denk dat het angstaanjagender is wanneer je schrik hebt van iemand die in de duisternis staat terwijl je het vuilnis buiten zet."

### Casting
In september 2017 bevestigde Jamie Lee Curtis dat ze zou terugkeren als het hoofdpersonage Laurie Strode. Danielle Harris, die in Halloween 4 (1988) en Halloween 5 (1989) Laurie Strodes dochter Jamie vertolkt had, bood zichzelf tevergeefs aan om haar rol verder te zetten. De makers van de film besloten de naam van het personage te veranderen in Karen Strode en gingen met een nieuwe actrice verder. In oktober 2017 werd Judy Greer gecast als de nieuwe dochter van Laurie Strode. Begin december 2017 kreeg Andi Matichak de rol van Allyson Strode, de kleindochter van Laurie.
Op 20 december 2017 raakte bekend dat Nick Castle, die Michael Myers in de originele film had vertolkt, zou terugkeren als de beruchte moordenaar. Daarnaast werd ook stuntman en acteur James Jude Courtney in dienst genomen om het personage te vertolken. In januari 2018 werden Virginia Gardner, Miles Robbins, Dylan Arnold en Drew Scheid gecast als de vrienden van Allyson. Nadien werden Will Patton en Rob Niter als politieagenten aan de cast toegevoegd.
In juli 2018 raakte bekend dat de makers van de film een acteur hadden ingeschakeld om de stem van wijlen Donald Pleasence, die in de originele film Dr. Sam Loomis vertolkte, na te bootsen.

### Opnames
De opnames waren aanvankelijk gepland voor oktober 2017, maar gingen uiteindelijk pas op 13 januari 2018 van start in Charleston (South Carolina). Op 19 februari 2018 werden de opnames afgerond. Ten gevolge van de reacties na de eerste proefvoorstelling werden in juni 2018 extra opnames georganiseerd om het einde van de film aan te passen.
Voor het leeuwendeel van de opnames werd Michael Myers vertolkt door James Jude Courtney. Nick Castle nam slechts enkele scènes op en omschreef zijn bijdrage aan de film als een cameo. Aan de filmpers verklaarde Castle dat hij de fakkel aan Courtney had doorgegeven.

### Muziek
In oktober 2017 werd bekendgemaakt dat John Carpenter opnieuw de filmmuziek zou componeren. Eerder had hij ook al de muziek voor de eerste drie Halloween-films gecomponeerd. In juni 2018 begon Carpenter aan de nieuwe soundtrack.

### Ontvangst
Halloween ging op 8 september 2018 in première op het internationaal filmfestival van Toronto en werd wereldwijd op 19 oktober 2018 uitgebracht. De film werd door het publiek goed ontvangen. Op Rotten Tomatoes heeft de film een score van 79% op basis van 383 beoordelingen. Metacritic komt op een score van 67/100, gebaseerd op 51 beoordelingen. In 2021 werd een vervolgfilm uitgebracht onder de naam Halloween Kills.